# NGC 440
NGC 440 est une galaxie spirale située dans la constellation du Toucan. NGC 440 a été découverte par l'astronome britannique John Herschel en 1834.

## Caractéristiques
Sa vitesse par rapport au fond diffus cosmologique est de 5 015 ± 21 km/s, ce qui correspond à une distance de Hubble de 74,0 ± 5,2 Mpc (∼241 millions d'al).
La classe de luminosité de NGC 440 est II_III.

## Groupe de NGC 434
Cette galaxie fait partie du groupe de NGC 434. Ce groupe de galaxies comprend au moins 10 galaxies, dont les plus importantes sont NGC 434, NGC 440, NGC 466, NGC 484 et IC 1649.